# عين سنور
عين سنور هي قرية تابعة لبلدية المشروحة، دائرة المشروحة بولاية سوق أهراس الجزائرية، يقال أن أصل هذا الاسم يعود إلى حيوان السنور أو الكوجر الذي كان يعيش في جبال المنطقة. تقع عين سنور بين بلديتي سوق أهراس والمشروحة إذ يشقها الطريق الوطني رقم 20، وتمر السكة الحديدية عبر الجبال الشرقية للقرية.
تشتهر منطقة عين سنور بالعديد من المنابع المائية الطبيعية منها منبع للمياه المعدنية غازية تعرف بين السكان المحليين «بعين ڨارصة» نشف ماؤها مؤخرا بسبب عمليات الحفر والبناء العشوائي الغير مدروس، كما تشتهر أيضا بتربية المواشي.

## الغطاء النباتي

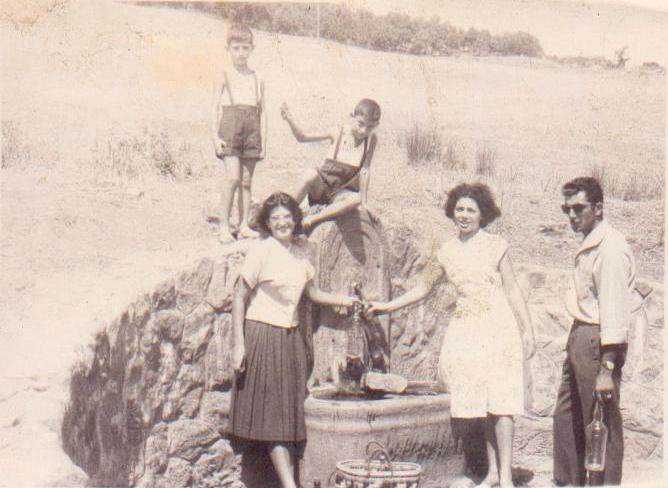
صورة بعض المستوطنين، أمام العين المعدنية الغازية

تنتشر في جبال المحيطة بالمنطقة أشجار الفلين والبلوط.